# Georg von Peuerbach

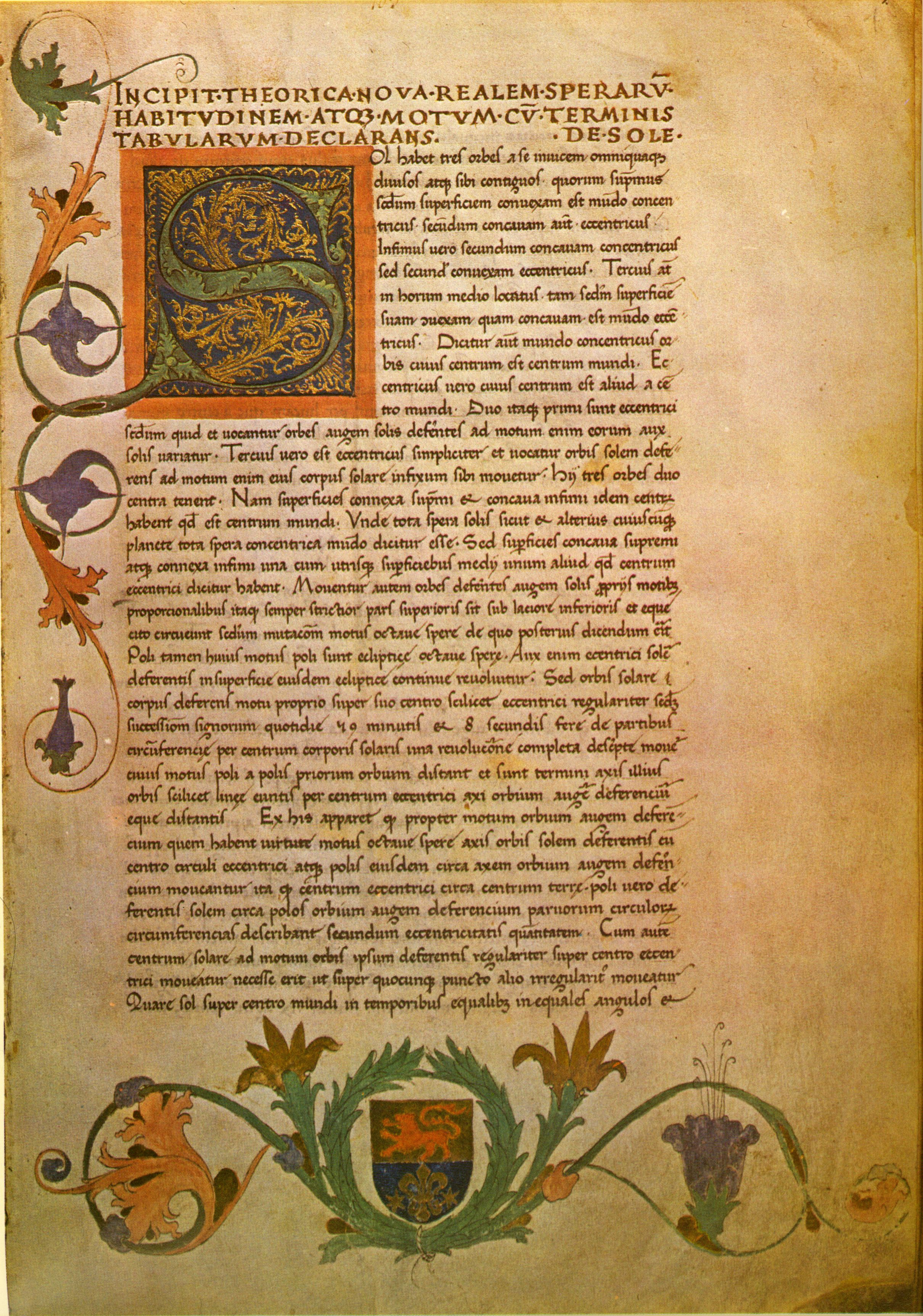
Der Anfang von Peuerbachs Theoricae novae planetarum in der Handschrift Krakau, Biblioteca Jagiellońska, Ms. 599, fol. 1r (15. Jahrhundert)

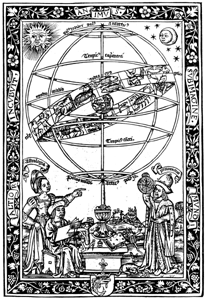
Georg von Peuerbach, Theoricae novae planetarum, Ausgabe Paris 1515

Georg von Peuerbach (auch Georg Purbach, eigentlich Georg Aunpekh, Gelehrtenname Purbachius; * 30. Mai 1423 in Peuerbach in Oberösterreich; † 8. April 1461 in Wien) war Humanist und Astronom an der Wiener Universität. Durch eine verbesserte Planetentheorie wurde er ein Wegbereiter des kopernikanischen Weltbilds. Er baute innovative Messinstrumente, führte die Sinus-Funktion in astronomische Berechnungen ein und gilt als weltweit erster Universitätsprofessor speziell für Astronomie.

## Bedeutung
Georg von Peuerbach stand am Weg zur naturwissenschaftlichen Revolution der Frühen Neuzeit; diese Revolution begann mit dem neuen Weltsystem von Nicolaus Copernicus und Johannes Kepler und fand mit dessen theoretischen Begründung in den Principia Mathematica von Isaac Newton ihren Abschluss. Im 15. Jahrhundert wurden die Planetenbewegungen nach Ptolemäus und dessen Epizykeltheorie intensiv diskutiert und es wurde nach Verbesserungen gesucht. Dies war einerseits notwendig, weil sich das Sonnenjahr immer weiter vom Julianischen Kalender entfernt hatte und eine Kalenderreform erforderte, andererseits waren für die Schiffsnavigation genauere „Sternbücher“ notwendig. Durch beide Erfordernisse lebte damals die beobachtende Astronomie wieder auf, und diese wurde von Peuerbach verkörpert.
Georg Tannstetter fügte 1514 seiner Edition von Peuerbachs Finsternistafeln auch eine Geschichte der Wiener Mathematiker und Astronomen bei, die Viri mathematici. Diese Schrift ist auch eine wichtige Quelle zu Leben und Schriften von Peuerbach, denn hier werden ungefähr 20 von Peuerbachs Werken aufgelistet.
Peuerbach hatte – neben Regiomontanus und Tannstetter – trotz seiner kurzen Lebenszeit zahlreiche später bedeutende Schüler, unter anderem den in den 1450er Jahren mehrmals als Rektor tätigen Paul Leubmann von Melk.

## Leben
Georgs aufstrebender Geburtsort Peuerbach im fruchtbaren Hügelland des Hausruckviertels erhielt bereits 1280 das Marktrecht und hatte im 15. Jahrhundert in Heinrich Barucher einen gelehrten Pfarrer und Doktor des Kirchenrechts, der auch Vorlesungen an der Wiener Artistenfakultät hielt. Er muss schon früh die außerordentliche Begabung des Buben bemerkt haben. Doch anders als üblich schickte er ihn nicht mit 14 Jahren zum Vorstudium nach Wien, sondern erst wesentlich später.

### Ausbildung und erste Professuren
Peuerbach immatrikulierte erst als 23-jähriger (1446) an der Universität Wien. Sein oberösterreichischer Mentor Barucher sorgte offenbar für eine gediegene voruniversitäre Ausbildung in einer renommierten Klosterschule, wahrscheinlich im naturwissenschaftlich orientierten Stiftsgymnasium Klosterneuburg. Sie kam ihm rasch zugute, weil Georg schon nach 20 Monaten zu Neujahr 1448 Baccalaureus wurde. Sein Lehrer Johannes von Gmunden war, wie Peuerbach selbst, ein bedeutender Vertreter der Wiener astronomischen Schule. Von Gmunden empfahl ihn danach an die Universität Padua, wo er 1449 astronomische Vorlesungen hielt. Dabei lernte Peuerbach einige frühere Absolventen kennen, unter anderem Nikolaus Cusanus. Dieser schätzte die klare Art, mit der er das Wesentliche aus der üblichen Mixtur von Wissen, Mythen und Astrologie herausschälte.
In der Folge erhielt Peuerbach sogar eine (wie üblich einjährige) Professur an der Universität Bologna und 1450 in Ferrara. Dort traf er die berühmten Mathematiker und Astronomen Giovanni Bianchini und Toscanelli. Das Angebot Bianchinis auf einen Lehrstuhl lehnte er ab und ging nach Rom, wo er einige Monate bei Cusanus wohnte und dessen Freundeskreis kennenlernte. Bald danach wurde er Hofastronom von König Ladislaus von Ungarn und später – nach dessen Tod – bei Kaiser Friedrich III.

### Verbesserung der Ptolemäischen Planetentheorie
Nach Wien zurückgekehrt, erlangte Peuerbach 1452 das Lizenziat und 1453 die Würde eines Magister artium. In ihm hatte die Wiener Universität wieder einen herausragenden Lehrer für Astronomie und Philologie, so wie zuvor in Johannes von Gmunden. Peuerbach erkannte die Mängel am Ptolemäischen System und begann zunächst eine Überarbeitung der ptolemäischen Hauptschrift Almagest, des damaligen Standardwerkes. Im Gegensatz zu Sacrobosco begann er eine Neuübersetzung des griechischen Originals und nicht der arabischen Übersetzung. 1460 kam der päpstliche Gesandte Kardinal Bessarion nach Wien. Er beauftragte Peuerbach mit einer Erläuterung des Almagest. Mit seinem Schüler Regiomontanus, der 1450 zum Studium nach Wien gekommen war, begann er die Epitome zum Almagest zu schreiben, die jener nach Peuerbachs frühem Tod vollendete. Daraus resultierte eine neue Planetentheorie, die Nicolaus Copernicus als Ausgangspunkt diente.
Gemeinsam mit Regiomontanus führte Peuerbach Messungen von Okkultationen von Planeten durch den Mond (zum Beispiel Jupiter-Bedeckung am 9. August 1451) und Mondfinsternissen aus, um die astronomischen Tafelwerke zu überprüfen. Am 3. September 1457 beobachteten sie eine Mondfinsternis in Melk. Zur Bestimmung der Zeit maßen sie den Höhenwinkel des Plejadensterns Alkione. Zur Kontrolle der 1459 berechneten Finsternistafeln „Tabulae eclipsium“ beobachteten sie die Mondfinsternisse des Jahres 1460. Am 27. Dezember 1460 verwendeten sie den Stern Alramech (Arktur) zur Zeitbestimmung und fanden, dass die Finsternis etwa 5 Minuten später als errechnet auftrat – eine zufriedenstellende Übereinstimmung.
Hingegen wichen die Planetenörter stark von den Berechnungen ab. Peuerbach begann, Korrekturterme für die Alfonsinischen Tafeln zu erarbeiten, doch konnte er die Arbeit nicht zu Ende führen. Um 1510 nahm Johannes Engel die Arbeit wieder auf und verwendete sie in seinem Almanach novum atque correctum. Die Korrekturterme könnten aus einer Planetentheorie des syrischen Astronomen Ibn asch-Schatir (1304–1375) abgeleitet sein, obwohl der Übertragungsweg unbekannt ist. Nicolaus Copernicus, der Engels Almanache kannte, verwendet in seinem Commentariolus ebenfalls ein mathematisches Planetenmodell, das demjenigen des Ibn al-Shatir entspricht.
Seine entsprechenden Vorlesungen über die Planetenbewegungen, die jedoch noch auf der ptolemäischen Lehre beruhten, wurden so berühmt, dass sie ab 1472 häufig unter dem Titel Theoricae novae Planetarum (Bild) gedruckt wurden. Die Erstausgabe erfolgte 1472 in der eigens zum Zweck der Verbreitung astronomischer Werke von seinem Schüler Regiomontanus und Bernard Walther in Nürnberg gegründeten Offizin. Die Schriften wurden – zusammen mit Sacroboscos Sphaera – in ganz Europa zu einem klassischen Lehrbuch des 15. und 16. Jahrhunderts. Über viele Jahrzehnte verfassten Hochschullehrer Kommentare und Ergänzungen dazu, etwa Philipp Imsser (Univ. Tübingen) noch 1556.

### Instrumentenbau und Trigonometrie
Peuerbach beschäftigte sich auch mit astronomischen Beobachtungen und dem Bau von astronomischen Instrumenten. Er stellte Instrumente zur Ermittlung der wahren Neu- und Vollmonde her, am bedeutendsten sind die Erfindungen der Ring- und der Klappsonnenuhr. Damit hatte er die Form der Sonnenuhr bis ins 18. Jahrhundert hinein bestimmt. Für den Stephansdom konstruierte er 1451 eine vertikale Sonnenuhr. Außerdem konstruierte er noch ein Instrument zu Höhenmessung, das Quadratum geometricum.
1456 erschien der Halleysche Komet und alle Astrologen veröffentlichten Schriften mit Vorhersagen kommenden Unheils, darunter auch Peuerbach. Jedoch enthielt seine Schrift einen kurzen nicht beachteten Absatz, in dem er aus seinen Beobachtungen am 9. und 13. Juni versuchte, Größe und Entfernung des Kometen abzuschätzen. Er hielt Kometen in der Tradition Aristoteles nicht für Himmelskörper, sondern für meteorologische Erscheinungen in der Hochatmosphäre. Seine sehr groben Abschätzungen bestätigten diese Annahme, doch hatte vor ihm anscheinend noch niemand versucht, den Abstand zu messen. Auch von Toscanelli sind Aufzeichnungen überliefert.
Schließlich ist sein Werk zur Arithmetik erhalten. Peuerbach berechnete präzise Sinustabellen und zeigte ihre vielseitige Anwendbarkeit in Astronomie und Geodäsie. Nach langer Suche über die Zusammenhänge zwischen aktuellem Sonnenstand, Tagbogen und Mittagshöhe kam er „mit Gottes Hülfe zur wahren Erkenntnis des Sachverhalts“
{\displaystyle \sin h\,(\cos b-1)=\sin H\,(\cos b-\cos t),}
worin H die Mittagshöhe der Sonne, h ihr aktueller Höhenwinkel und b der halbe Tagbogen ist. Diese Formel wurde auch in Peuerbachs Epitaph im Wiener Stephansdom eingraviert.

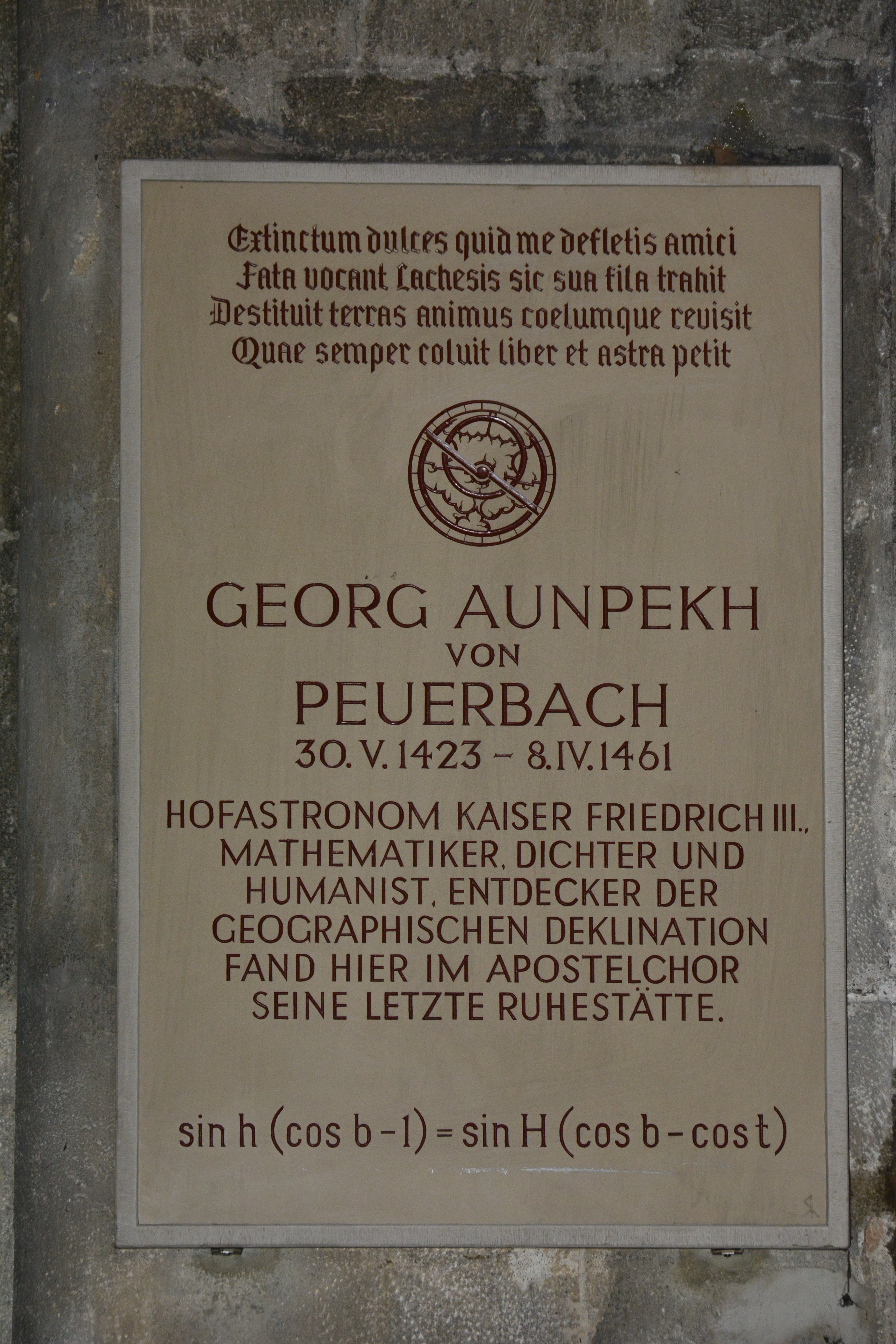
Epitaph für Georg von Peuerbach im Wiener Stephansdom

Seine Forschungen zur Trigonometrie erleichterten nicht nur viele Berechnungen, sondern
auch die Nutzung von Astrolabien und Quadranten, da so aus den gemessenen Abschnitten direkt die Winkel abzulesen waren. Ferner gab er astronomische Jahrbücher heraus, und seine Finsternistafeln Tabulae eclipsium erfuhren zahlreiche Neuauflagen.
Peuerbach gehört aber auch zu den Wegbereitern des Humanismus in Mitteleuropa. Diese neuen Ideen kamen mit Aeneas Silvio Piccolomini (dem späteren Papst Pius II.) nach Wien, der von 1443 bis 1455 Sekretär in der Reichskanzlei war. In dieser Zeit hielt er vielbeachtete Vorträge über die Dichter der Antike. Seit 1451 lasen die Magister der Universität über römische Dichter, darunter auch Peurbach über die Aeneis des Vergil und Juvenal.

### Tod und Andenken
Peuerbach starb am 8. April 1461 in Wien und wurde wie andere hervorragende Professoren der Wiener Universität im Stephansdom bestattet. Heute erinnert dort ein Epitaph an seine Grabstätte.

### Ausstellungen
Anlässlich seines 600. Geburtstags organisierte das Oberösterreichische Landesmuseum im Schloss Peuerbach eine Sonderausstellung über das Leben und Nachwirken des berühmten Humanisten und Astronomen.

## Ehrungen
Nach Georg von Peuerbach wurden der Asteroid (9119) Georgpeuerbach und der Mondkrater Purbach benannt. In der oberösterreichischen Landeshauptstadt Linz gibt es das Georg-von-Peuerbach-Gymnasium und im Schloss Peuerbach seines Geburtsortes eine Dauerausstellung unter dem Titel Georg-von-Peuerbach-Ausstellung. Das Peuerbach-Tor auf dem Campus der Universität Wien trägt seinen Namen. Auf dem Rathaus von Peuerbach prangt eine 15-fach vergrößerte Ausgabe seines Astrolabiums von 1450.